# Шагреневый хвостокол
Шагреневый хвостокол  (лат. Himantura schmardae) — вид рода хвостоколов-гимантур из семейства хвостоко́ловых отряда хвостоколообразных надотряда скатов. Они обитают в тропических водах центрально-западной части Атлантического океана . Максимальная зарегистрированная ширина диска 200 см. Грудные плавники этих скатов срастаются с головой, образуя овальный диск, ширина которого меньше длины. Хвост длиннее диска. Кожные кили на хвостовом стебле отсутствуют. Окраска дорсальной поверхности диска ровного серо-коричневого или оливкового цвета. 
Подобно прочим хвостоколообразным Himantura schmardae размножаются яйцеживорождением. Эмбрионы развиваются в утробе матери, питаясь желтком и гистотрофом. Не являются объектом целевого промысла, в качестве прилова попадаются при коммерческом и кустарном лове. 

## Таксономия и филогенез
Впервые новый вид был описан в 1904 году как Trygon schmardae. Он назван в честь натуралиста и путешественника Людвига К. Шмарда (1819—1908), который предоставил для исследования типовой экземпляр. 
На основании морфологического сходства и наличия бугорков в области «плеч» Himantura schmardae рассматривали как родственный вид Himantura pacifica. Из-за особенностей строения мускулатуры нижней челюсти эти два вида считаются более близкими к речным хвостоколам, чем к индо-тихоокеанским видам хвостоколов-гимантур. Предположительно они происходят от эвригалинный предков, обитавших вдоль северного побережья Южной Америки до формирования Панамского перешейка. Однако эта гипотеза противоречит паразитологическим данным, согласно которым ближайшим родственником речных хвостоколов являются скаты рода Urobatis.

## Ареал и места обитания
Himantura schmardae обитают в западной части Атлантического океана от залива Кампече до Бразилии, включая воды, омывающие Антильские острова. Они обитают у побережья Антигуа и Барбуды, Барбадоса, Белиза, Колумбии, Коста-Рики, Кубы, Доминиканы, Доминиканской Республики, Французской Гвианы, Гренады, Гватемалы, Гайаны, Гаити, Гондураса, Ямайки, Мексики, Никарагуа, Панамы, Пуэрто-Рико, Сент-Китс и Невис, Сент-Люсия, Сент-Винсент и Гренадины, Суринама, Тринидада и Тобаго, Венесуэлы и Боливии. Присутствие данного вида хвостоколов в Мексиканском заливе не подтверждено. Эти скаты встречаются на песчаном субстрате, иногда у коралловых рифов.

## Описание
Грудные плавники этих скатов срастаются с головой, образуя овальный диск. Передний край почти прямой. Позади глаз расположены брызгальца, которые превышают их по размеру. На вентральной поверхности диска имеются 5 пар жаберных щелей, рот и тонкие, длинные ноздри. Между ноздрями пролегает лоскут кожи с бахромчатым нижним краем. Рот изогнут в виде дуги, на симфизе имеется выемка, на дне ротовой полости присутствуют 5 отростков. Мелкие притуплённые зубы с овальным основанием выстроены в шахматном порядке и образуют плоскую поверхность. Во рту имеется 28—36 верхних зубных рядов. Кожные складки на довольно тонком хвостовом стебле отсутствуют. На дорсальной поверхности хвостового стебля расположен тонкий шип, соединённый протоками с ядовитой железой. Периодически шип обламывается и на их месте вырастает новый. Дорсальная поверхность диска и хвостового стебля покрыты мелкими бугорками. В районе «плеч» имеются крупные бугорки с 4 гребнями, расходящимися подобно лучам. Окраска дорсальной поверхности диска тёмно-коричневого или оливкового цвета. Вентральная поверхность диска белая или желтоватая. Хвост к кончику становится чёрным. Максимальная зарегистрированная ширина диска 200 см.

## Биология
Подобно прочим хвостоколообразным Himantura schmardae  относится к яйцеживородящим рыбам. Эмбрионы развиваются в утробе матери, питаясь желтком и гистотрофом. На этих скатах паразитирируют нематоды Echinocephalus daileyi и цестоды Anindobothrium anacolum

## Взаимодействие с человеком
Himantura schmardae не являются объектом целевого лова. Они попадаются в качестве прилова при коммерческом и кустарном промысле (сетями и на крючок). Мясо поступает на рынок в солёном виде. Кроме того, из них вырабатывают желатин и жир. Данных для оценки Международным союзом охраны природы статуса сохранности вида недостаточно. 